# محمد علي كشاورز
محمد علي كشاورز (1930 - 2020)، هو ممثل سينمائي ومسرحي إيراني.
ولد في 15 أبريل 1930 في سيحون أصفهان. كان الطفل الثاني لعائلة Keshavarz، عائلة حرفية. تخرج من مدرسة الفنون للتمثيل. بدأ التمثيل في عام 1960.

## وفاته
كان مطلقًا وله ابنة واحدة تعيش في النمسا. توفي في 14 يونيو 2020 في مستشفى «بیمارستان آتیه» في العاصمة طهران عن عمر يناهز 90 عامًا بعد مرض طويل.

## من أعماله
- 1998 - الفيلق
- 1997 - كومية معجزات
- 1996 - الغزال	جد غزال
- 1995 - اليوم المشؤوم
- 1994 - رجل ، دب
- من خلال أشجار الزيتون

## روابط خارجية
- محمد علي كشاورز على موقع IMDb (الإنجليزية)
- محمد علي كشاورز على موقع ألو سيني (الفرنسية)
- محمد علي كشاورز على موقع قاعدة بيانات الفيلم (الإنجليزية)